# 21508 Benbrewer
A 21508 Benbrewer (ideiglenes jelöléssel 1998 KU33) a Naprendszer kisbolygóövében található aszteroida. A LINEAR projekt keretében fedezték fel 1998. május 22-én.